# Patria 6×6
Patria 6×6 (Patria XA-300) — бронетранспортёр, производимый финской компанией Patria.
Patria 6×6 в первую очередь предназначен для перевозки войск, но может быть сконфигурирован и для других целей. Базовая платформа может быть адаптирована для удовлетворения различных требований пользователя с помощью множества дополнительных функций, например, системы плавания, лебёдки, улучшенной броневой защиты и разнообразных систем вооружения.
Компоновка машины предусматривает размещение водителя и командира спереди, моторного отсека за водителем и заднего отсека для десанта и специального оборудования.
Шасси Patria 6×6 основано на конструкции и компонентах бронетранспортёра Patria AMV. Ожидаемый срок службы — более 30 лет.

## История
Patria 6x6 был представлен на выставке Eurosatory 2018 в июне 2018 года. На выставке DSEi 2019 был представлен вариант с башенной миномётной системой Patria Nemo, а также вариант тяжелого бронетранспортёра с 25-мм дистанционно-управляемым боевым модулем на выставке DSEi 2021.

## Программа CAVS (Common Armoured Vehicle System)
В начале 2020 года Финляндия, Эстония и Латвия согласовали совместную программу разработки единой системы бронированных машин (CAVS) на базе Patria 6x6. Программа остаётся открытой для присоединения к ней других стран. В результате программы CAVS Латвия объявила о заказе более 200 бронетранспортёров. Первые машины были доставлены в октябре 2021 года. 24 мая 2024 года в Валмиере открылось производство «Defence Partnership Latvia», которое в течение года сможет выпускать до 160 бронемашин «Patria 6x6». Финляндия направила письмо о намерении закупить 160 автомобилей в 2023 году. Силы обороны Финляндии подписали соглашение с Patria о приобретении трёх предсерийных бронетранспортёров, которые были поставлены к лету 2022 года для испытательного использования перед окончательным серийным заказом. В 2022 году к программе CAVS присоединились Швеция и Германия.

## Страны-эксплуатанты
Финляндия
Сухопутные войска: 161 единица
 Латвия
Сухопутные войска: 262 единицы
 Швеция
Сухопутные войска: 341 единица